# Comuna Derejîci, Drohobîci
Derejîci (în ucraineană Дережичі) este o comună în raionul Drohobîci, regiunea Liov, Ucraina, formată din satele Derejîci (reședința) și Monastîr-Derejîțkîi.

## Demografie
Componența lingvistică a comunei Derejîci
     Ucraineană (99,21%)
     Alte limbi (0,72%)
Conform recensământului din 2001, majoritatea populației comunei Derejîci era vorbitoare de ucraineană (99,21%), existând în minoritate și vorbitori de alte limbi.